# Joakim Karlsson (cầu thủ bóng đá)
Joakim Karlsson (sinh ngày 4 tháng 2 năm 1989) là một cầu thủ bóng đá người Thụy Điển thi đấu cho Jönköpings Södra IF ở vị trí tiền vệ.